# سردين البلشار الأوروبي
سردين البلشار الأوروبي (الاسم العلمي: Sardina pilchardus)، نوع من الأسماك أحادي الجنس يتبع فصيلة الرنكات. وتُعد أنواعه الصغيرة من بين العديد من الأسماك التي تسمى أحيانًا السردين. يوجد هذا النوع الشائع في شمال شرق المحيط الأطلسي والبحر الأبيض المتوسط والبحر الأسود على عمق يتراوح من 10 إلى 100 متر (33 - 328 قدمًا). يصل طوله إلى 27.5 سم (10.8 بوصة) ويتغذى في الغالب على القشريات والطوح. تضع كل أنثى من البلشار الأوروبي ما بين 50,000 إلى 60000 بيضة.